# Natasha Halevi
Natasha Halevi (Condado de Ventura, 12 de enero de 1982) es una actriz y directora de cine estadounidense, reconocida por sus papeles como Anaconda en el filme B.C. Butcher, como Cara en Lunch Break Feminist Club y como Alexis Shine en They Want Dick Dickster. Como cineasta está asociada a Fatale Collective, un grupo de directoras especializada en el género del terror. Está casada con el actor Sean Gunn.

## Filmografía

### Cine
| Año  | Título                    | Guionista | Directora | Actriz | Productora | Papel       |
| ---- | ------------------------- | --------- | --------- | ------ | ---------- | ----------- |
| 2015 | Lunch Break Feminist Club | Sí        | Sí        | Sí     | Sí         | Cara        |
| 2016 | B.C. Butcher              | No        | No        | Sí     | No         | Anaconda    |
| 2018 | Dick Dickster             | No        | No        | Sí     | No         | Alexis      |
| 2018 | Swamp Women Kissing Booth | No        | No        | Sí     | Sí         | Buela       |
| 2019 | Beauty Juice              | Sí        | Sí        | No     | Sí         |             |
| 2019 | Fatale Collective: Bleed  | Sí        | Sí        | Sí     | Sí         | Madre (voz) |
| 2020 | After Ray                 | Sí        | Sí        | Sí     | No         | Cole        |
| 2018 | Primitiva                 | No        | No        | No     | Sí         |             |
| 2019 | Boxed                     | Sí        | Sí        | No     | Sí         |             |